# 科瓦利夫卡 (涅米羅夫區)
49°1′8″N 28°53′21″E / 49.01889°N 28.88917°E
科瓦利夫卡（烏克蘭語：Ковалівка），是烏克蘭西南部的村莊，隸屬文尼察州的文尼察區。該村面積16.98平方公里，海拔高度288米，2001年人口3,783，人口密度每平方公里222.74人。